# Александр Еміль Жан Єрсен
Алекса́ндр Емі́ль Жан Є́рсен (фр. Alexandre Emile Jean Yersin; 22 вересня 1863, Обон, Швейцарія — 28 лютого 1943, Нячанг, В'єтнам) — швейцарський науковець, лікар, який відкрив збудника чуми — чумну паличку; розробляв перші способи запобігання поширення цієї хвороби.

## Життєпис

### Ранні роки
Олександр народився в родині французів, які мешкали у Швейцарії в кантоні Во, в містечку Обон фр. (Aubonne).
Два роки вивчав медицину в місті Лозанна. Потім, як звичайний західноєвропейський космополіт, продовжив навчання в місті Марбург (Німеччина), а у 1884—1886 роках перебрався у Париж. Аби зробити кар'єру, отримав громадянство Франції у 1888 році.

### В інституті Пастера
У 1886 році він отримав запрошення працювати в одній з лабораторій Вищої Нормальної школи. Його запросив відомий французький мікробіолог Еміль Ру, разом з яким він брав участь у розробці сироватки проти сказу. У 1888 році Єрсен успішно захистив дисертацію на науковий ступінь доктора наук. У 1889 році, як співпрацівник Еміля Ру, перейшов у щойно заснований інститут Луї Пастера.

### Праця у В'єтнамі та Гонконзі
У 1890 році Єрсен виїхав у Французький Індокитай (колоніальний район Франції в цьому районі Азії).

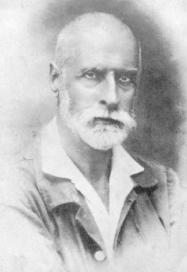
Єрсен в літньому віці.

У 1894 році за розпорядженням французького уряду був направлений до Гонконгу, де почав вивчати наслідки манчжурської легеневої чуми і 20 червня 1894 року виявив збудника цієї хвороби. Паралельно японський вчений Кітасато Сібасабуро теж проводив дослідження по виявленню збудника чуми. Він швидше за Єрсена їх оприлюднив. Перевірки результатів досліджень Сібасабуро та Єрсена виявили, що першість у факті виявлення все-таки на боці французького науковця. Збудника чуми, знайденого Єрсеном, було також виявлено у тілах померлих пацюків, як це припускав до цього Єрсен. Це відкрило шлях до пов'язування епідемії серед людей з епізоотією серед тварин і сформувало шляхи до впровадження профілактичних заходів. У 1895 році Єрсен поїхав до інституту Пастера у Парижі, де в співпраці з Емілем Ру, Альбертом Кальметтом і Амедеєм Боррелем створив першу протичумну сироватку. По закінченню праці, Єрсен у тому ж році повернувся до В'єтнаму в містечко Нячанг, де створив лабораторію з виробництва протичумної сироватки. У 1905 році лабораторія в Нячангу стала філією інституту Пастера в цій країні. Єрсен залишився у В'єтнамі і заснував у місті Ханой у 1902 році Медичну школу. Він був її першим директором до 1904 року.

## Єрсен та інтродукція рослин
Єрсен брав активну участь у інтродукції незвичних для В'єтнаму рослин, серед яких були і каучукові дерева (бразильська гевея), яку вивезли з Бразилії до Індокитаю. Для власних експериментів з новими рослинами, науковець ще у 1897 році отримав концесію від уряду на право створити сільськогосподарську станцію Сайо Дау. У 1915 році він також розпочав дослідження з акліматизації у В'єтнамі хінного дерева (Cinchona ledgeriana), яке завезли з Анд в Південній Америці. Це сприяло створенню ліків проти малярії, хвороби, що досить поширена в країнах Індокитаю і донині.

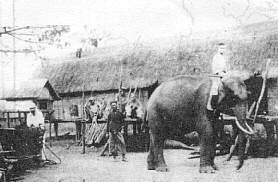
Єрсен у В'єтнамі, 1893 рік.
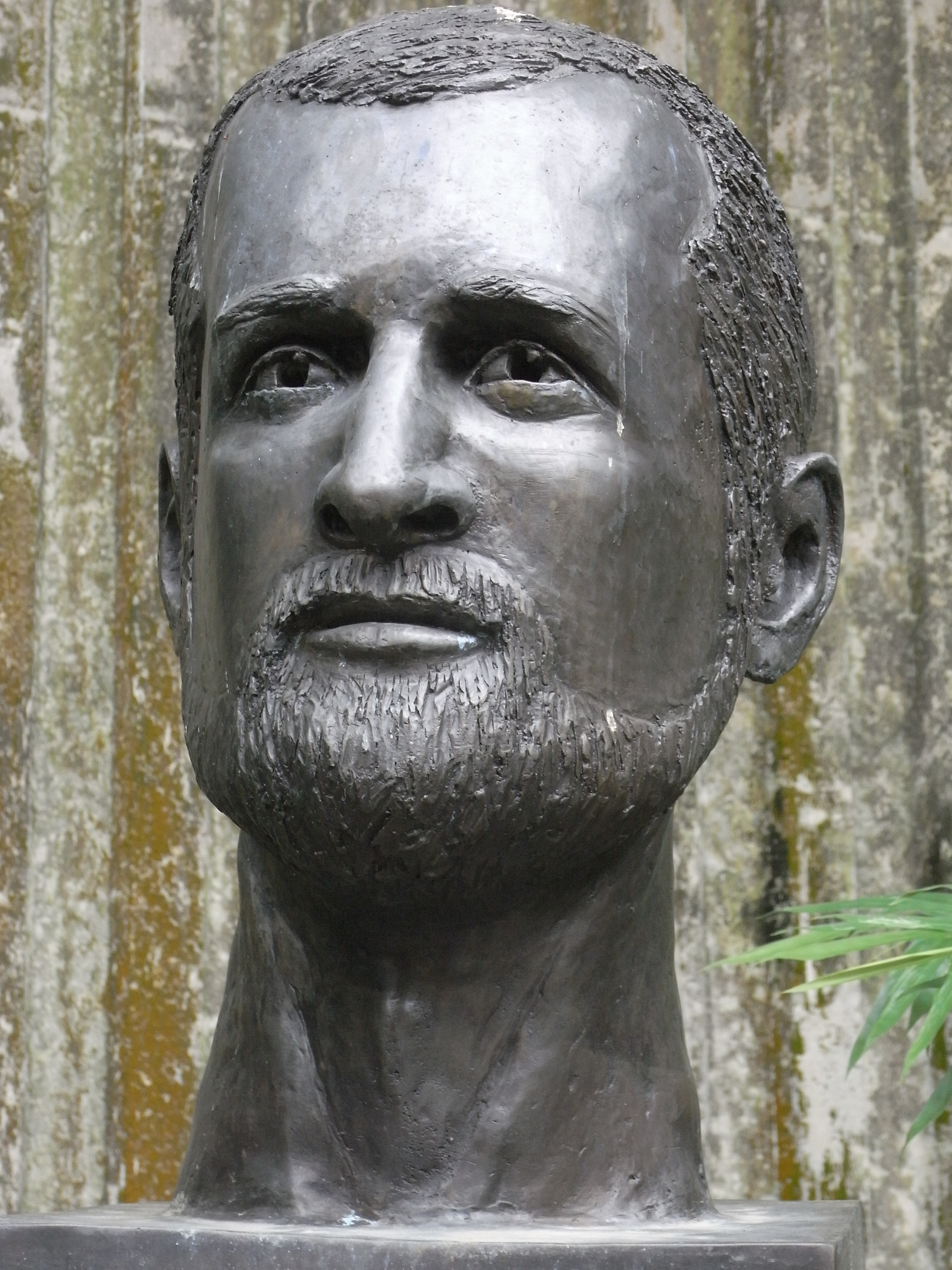
Погруддя Єрсена в Гонконгу.
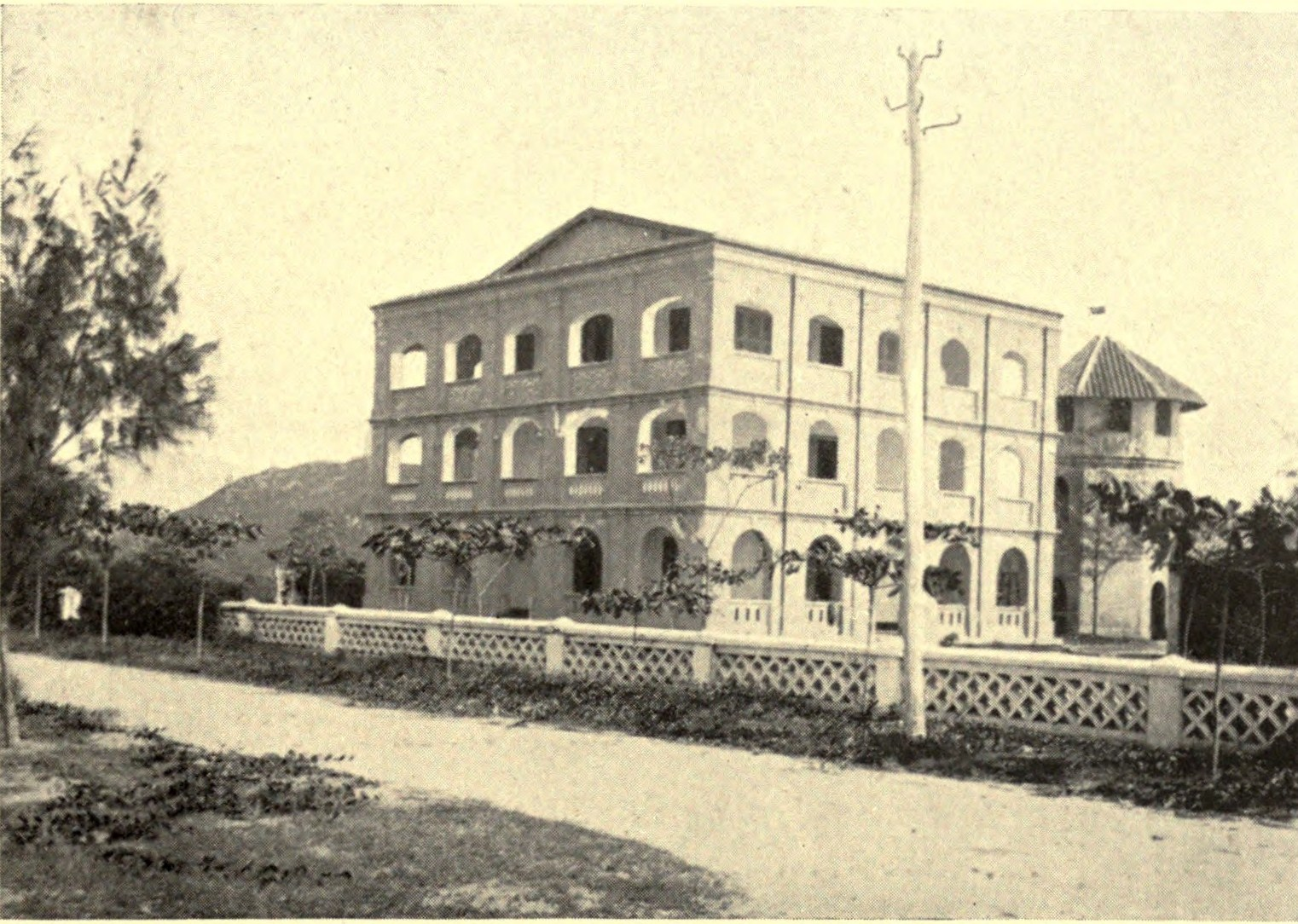
Нячанг, будинок Єрсена.

## Увічнення пам'яті
Помер Александр Єрсен 28 лютого 1943 року у В'єтнамі. Є декілька міст В'єтнаму, де вулиці, ліцеї, вищі навчальні заклади названих на його честь. У місті Нячанг створено музей Александра Єрсена.

## Твори
- «La peste bubonique à Hong Kong», in Revue Médicale de la Suisse romande, 1994, p. 393—395 (фр.)